# Mackinlayoideae
Sous-famille
Les Mackinlayoideae sont une sous-famille de plantes à fleurs de la famille des Apiaceae. Elle comprend onze genres et 115 espèces selon Catalogue of Life (21 mai 2021). Mackinlaya est le genre type.

## Taxonomie
Cette sous-famille est décrite par Gregory M. Plunkett et Porter Prescott Lowry en 2004, qui la classent dans la famille des Apiaceae sous le nom scientifique Mackinlayoideae, lors d'une révision phylogénétique de l'ordre des Apiales.
Selon Catalogue of Life (21 mai 2021), les taxons suivants sont synonymes de Mackinlayoideae :
- tribu des Mackinlayeae Hook.fil., 1873
- famille des Mackinlayaceae Doweld
- sous-tribu des Xanthosiinae Tausch, 1834
- sous-tribu des Centellinae Calest., 1905
- tribu des Xanthosieae Reveal, 2012

## Liste des genres
Selon Catalogue of Life (21 mai 2021) :
- Actinotus Labill.
- Apiopetalum Baill.
- Brachyscias J. M. Hart & Henwood
- Centella L.
- Chlaenosciadium C. Norman
- Homalosciadium Domin
- Mackinlaya F. Muell.
- Micropleura Lag.
- Pentapeltis Bunge
- Schoenolaena Bunge
- Xanthosia Rudge

Selon GRIN (21 mai 2021) :
- Actinotus Labill.
- Anomopanax Harms, synonyme de Mackinlaya F. Muell.
- Apiopetalum Baill.
- Centella L.
- Chlaenosciadium C. Norman
- Mackinlaya F. Muell.
- Micropleura Lag.
- Pentapeltis (Endl.) Bunge
- Platysace Bunge
- Schoenolaena Bunge
- Trisanthus Lour., synonyme de Centella L.
- Xanthosia Rudge

### Publication originale
- (en) « Recent advances in understanding Apiales and a revised classification », South African Journal of Botany, vol. 70, no 3,‎ 1er août 2004, p. 379 (ISSN 0254-6299, DOI 10.1016/S0254-6299(15)30220-9, lire en ligne [PDF], consulté le 21 mai 2021)